# Stylidium septentrionale
Stylidium septentrionale este o specie de plante dicotiledonate din genul Stylidium, familia Stylidiaceae, ordinul Asterales. A fost descrisă pentru prima dată de Gottfried Wilhelm Johannes Mildbraed, și a primit numele actual de la A. Lowrie, A.H. Burbidge och Amp; K.F. Kenneally. Conform Catalogue of Life specia Stylidium septentrionale nu are subspecii cunoscute.